# Uranotaenia quadrimaculata
Uranotaenia quadrimaculata är en tvåvingeart som beskrevs av Edwards 1929. Uranotaenia quadrimaculata ingår i släktet Uranotaenia och familjen stickmyggor. Inga underarter finns listade i Catalogue of Life.